# خالد الشويع
خالد الشويع (مواليد 8 أبريل 1996) هو لاعب كرة قدم سعودي يلعب حاليًا في نادي البكيرية.

## مسيرة اللاعب
مثل نادي النصر في الفئات السنية وتم تصعيده للفريق الأول عام 2017 و أعير إلى نادي المجزل مطلع عام 2019و أعير إلى نادي الطائي في صيف 2019 و لعب بعدها مع نادي الجبلين ونادي الرياض ويلعب حاليا في نادي البكيرية.

## وصلات خارجية
- خالد الشويع على موقع transfermarkt.com (بالإنجليزية)
- خالد الشويع على موقع قاعدة بيانات كرة القدم.إي يو (الإنجليزية)
- خالد الشويع على موقع Soccerway.com (الإنجليزية)
- خالد الشويع على موقع كووورة